# Кодекс
 Тази статия е за нормативния документ.  За вида книга вижте Кодекс (книга).  
Ко̀дексът е нормативен документ, който си поставя за цел да обхване цялостна област на правото. Кодексите обикновено се съставят чрез кодификация - обединяване и систематизиране на съществуващи преди него закони и други правни норми. Пример за кодекси са Наказателен кодекс (обхващащ наказателното право) или Кодекс на труда (обхващащ трудовото право).